# Alexandru Sibirski
Alexandru Sibirski a fost un primar al Chișinăului în perioada anilor 1937–1938. 

## Legături externe
- Primari ai orașului Chișinău Arhivat în 28 martie 2014, la Wayback Machine.